# Ablabesmyia amamisimplex
Ablabesmyia amamisimplex är en tvåvingeart som beskrevs av Sasa 1991. Ablabesmyia amamisimplex ingår i släktet Ablabesmyia och familjen fjädermyggor. Inga underarter finns listade i Catalogue of Life.